# 1. Bundesliga 2019-2020 (maschile)
La 1. Bundesliga 2019-2020 si è svolta dal 12 ottobre 2019 al 12 marzo 2020: al torneo hanno partecipato dodici squadre di club tedesche e la vittoria finale non è stata assegnata ad alcuna squadra a causa della sospensione del campionato a seguito della pandemia di COVID-19.

## Regolamento

### Formula
Le squadre avrebbero dovuto disputato un girone all'italiana, con gare di andata e ritorno; al termine della regular season:
- Le prime otto classificate avrebbero dovuto accedere ai play-off scudetto, strutturati in quarti di finale, giocati al meglio di due vittorie su tre gare, semifinali e finale, entrambe giocate al meglio di tre vittorie su cinque gare.
- Le ultime due classificate sarebbe stata retrocessa in 2. Bundesliga.

A seguito del diffondersi in Germania della pandemia di COVID-19, il campionato è stato sospeso il 12 marzo 2020: successivamente il comitato direttivo della DVV ha decretato la chiusura anticipata del campionato senza assegnazione dello scudetto e delle retrocessioni.

### Criteri di classifica
Se il risultato finale è stato di 3-0 o 3-1 sono stati assegnati 3 punti alla squadra vincente e 0 a quella sconfitta, se il risultato finale è stato di 3-2 sono stati assegnati 2 punti alla squadra vincente e 1 a quella sconfitta.
L'ordine del posizionamento in classifica è stato definito in base a:
- Punti;
- Numero di partite vinte;
- Ratio dei set vinti/persi;
- Ratio dei punti realizzati/subiti.

## Squadre partecipanti
| Club            | Stagione | Città                  | Impianto                 | Stagione precedente                                     |
| --------------- | -------- | ---------------------- | ------------------------ | ------------------------------------------------------- |
| Bühl            | dettagli | Bühl                   | Großsporthalle           | 8ª in 1. Bundesliga; quarti di finale play-off scudetto |
| Charlottenburg  | dettagli | Berlino                | Max-Schmeling-Halle      | 3ª in 1. Bundesliga; campione di Germania               |
| Dürener         | dettagli | Düren                  | Arena Kreis Düren        | 6ª in 1. Bundesliga; quarti di finale play-off scudetto |
| Eltmann         | dettagli | Eltmann                | Brose Arena              | 1ª in 2. Bundesliga (girone sud)                        |
| Friedrichshafen | dettagli | Friedrichshafen        | ZF-Arena Friedrichshafen | 1ª in 1. Bundesliga; finale play-off scudetto           |
| Giesen          | dettagli | Giesen                 | Volksbank-Arena          | 10ª in 1. Bundesliga                                    |
| Herrsching      | dettagli | Herrsching am Ammersee | Nikolaushalle            | 7ª in 1. Bundesliga: quarti di finale play-off scudetto |
| Lüneburg        | dettagli | Luneburgo              | Gellersenhalle           | 4ª in 1. Bundesliga; semifinale play-off scudetto       |
| Netzhoppers     | dettagli | Königs Wusterhausen    | Landkost-Arena           | 9ª in 1. Bundesliga                                     |
| Rottenburg      | dettagli | Rottenburg am Neckar   | Paul Horn-Arena          | 11ª in 1. Bundesliga                                    |
| Rüsselsheim     | dettagli | Rüsselsheim am Main    | Fraport Arena            | 5ª in 1. Bundesliga; quarti di finale play-off scudetto |
| Unterhaching    | dettagli | Unterhaching           | Bayernwerk Sportarena    | 2ª in 1. Bundesliga; semifinali play-off scudetto       |

## Torneo

### Regular season

#### Risultati
| Prima giornata |                              |     |                            |
|                |                              |     |                            |
| 12-10          | Lüneburg - Bühl              | 3-1 | 25-19, 25-21, 28-30, 27-25 |
| 12-10          | Giesen - Herrsching          | 1-3 | 25-27, 25-11, 21-25, 23-25 |
| 12-10          | Netzhoppers - Charlottenburg | 1-3 | 25-20, 13-25, 18-25, 17-25 |
| 30-10          | Rüsselsheim - Dürener        | 3-0 | 25-16, 25-22, 25-20        |
| 12-10          | Friedrichshafen - Eltmann    | 3-0 | 25-19, 25-17, 25-23        |
| 13-10          | Unterhaching - Rottenburg    | 3-1 | 25-18, 25-22, 23-25, 25-18 |

| Seconda giornata |                           |     |                                   |
|                  |                           |     |                                   |
| 18-10            | Eltmann - Rüsselsheim     | 1-3 | 17-25, 25-18, 18-25, 21-25        |
| 17-10            | Dürener - Netzhoppers     | 3-1 | 22-25, 25-17, 25-22, 25-20        |
| 15-10            | Charlottenburg - Giesen   | 3-0 | 25-18, 25-16, 26-24               |
| 17-10            | Herrsching - Unterhaching | 2-3 | 25-23, 25-22, 25-27, 18-25, 11-15 |
| 16-10            | Rottenburg - Lüneburg     | 2-3 | 23-25, 25-23, 25-17, 20-25, 7-15  |
| 16-10            | Bühl - Friedrichshafen    | 1-3 | 39-37, 24-26, 17-25, 25-27        |

| Terza giornata |                               |     |                                   |
|                |                               |     |                                   |
| 23-10          | Lüneburg - Friedrichshafen    | 1-3 | 25-20, 21-25, 24-26, 21-25        |
| 24-10          | Giesen - Dürener              | 3-1 | 25-20, 23-25, 25-20, 25-20        |
| 23-10          | Netzhoppers - Eltmann         | 3-1 | 25-21, 23-25, 25-23, 25-16        |
| 23-10          | Rüsselsheim - Bühl            | 3-1 | 25-18, 25-18, 24-26, 25-22        |
| 23-10          | Rottenburg - Herrsching       | 2-3 | 25-21, 25-14, 21-25, 17-25, 12-15 |
| 23-10          | Unterhaching - Charlottenburg | 2-3 | 22-25, 25-20, 20-25, 25-22, 12-15 |

| Quarta giornata |                               |     |                                   |
|                 |                               |     |                                   |
| 27-10           | Eltmann - Giesen              | 3-0 | 25-22, 25-21, 25-22               |
| 27-10           | Dürener - Unterhaching        | 3-1 | 25-23, 25-21, 24-26, 25-17        |
| 27-10           | Charlottenburg - Rottenburg   | 3-0 | 25-16, 25-21, 25-19               |
| 26-10           | Herrsching - Lüneburg         | 2-3 | 25-18, 22-25, 18-25, 25-20, 12-15 |
| 05-11           | Friedrichshafen - Rüsselsheim | 3-1 | 26-28, 25-20, 25-21, 25-23        |
| 26-10           | Bühl - Netzhoppers            | 3-1 | 25-19, 16-25, 25-15, 25-23        |

| Quinta giornata |                               |     |                                   |
|                 |                               |     |                                   |
| 09-11           | Lüneburg - Rüsselsheim        | 1-3 | 31-29, 27-29, 23-25, 24-26        |
| 09-11           | Giesen - Bühl                 | 2-3 | 19-25, 13-25, 25-15, 25-21, 10-15 |
| 09-11           | Netzhoppers - Friedrichshafen | 1-3 | 25-22, 18-25, 24-26, 20-25        |
| 09-11           | Herrsching - Charlottenburg   | 0-3 | 19-25, 23-25, 15-25               |
| 09-11           | Rottenburg - Dürener          | 0-3 | 30-32, 22-25, 23-25               |
| 10-11           | Unterhaching - Eltmann        | 3-0 | 31-29, 25-15, 25-22               |

| Sesta giornata |                           |     |                            |
|                |                           |     |                            |
| 13-11          | Eltmann - Rottenburg      | 0-3 | 22-25, 23-25, 18-25        |
| 14-11          | Dürener - Herrsching      | 0-3 | 16-25, 22-25, 17-25        |
| 13-11          | Charlottenburg - Lüneburg | 3-0 | 25-21, 25-16, 25-20        |
| 13-11          | Rüsselsheim - Netzhoppers | 1-3 | 25-27, 22-25, 25-16, 20-25 |
| 13-11          | Friedrichshafen - Giesen  | 3-0 | 25-21, 25-16, 25-19        |
| 13-11          | Bühl - Unterhaching       | 1-3 | 21-25, 25-22, 20-25, 18-25 |

| Settima giornata |                                |     |                                   |
|                  |                                |     |                                   |
| 16-11            | Lüneburg - Netzhoppers         | 3-0 | 25-18, 25-10, 25-23               |
| 16-11            | Giesen - Rüsselsheim           | 3-1 | 25-22, 25-23, 23-25, 25-19        |
| 16-11            | Charlottenburg - Dürener       | 3-0 | 25-16, 25-20, 25-22               |
| 16-11            | Herrsching - Eltmann           | 3-1 | 25-20, 25-14, 18-25, 25-21        |
| 17-11            | Rottenburg - Bühl              | 3-0 | 25-19, 25-18, 25-17               |
| 18-11            | Unterhaching - Friedrichshafen | 2-3 | 23-25, 25-19, 16-25, 25-21, 13-15 |

| Ottava giornata |                              |     |                                   |
|                 |                              |     |                                   |
| 24-11           | Eltmann - Charlottenburg     | 0-3 | 17-25, 25-27, 23-25               |
| 23-11           | Dürener - Lüneburg           | 0-3 | 16-25, 22-25, 23-25               |
| 23-11           | Netzhoppers - Giesen         | 3-2 | 21-25, 25-22, 25-20, 14-25, 15-11 |
| 28-11           | Rüsselsheim - Unterhaching   | 3-2 | 20-25, 25-19, 21-25, 25-19, 15-12 |
| 23-11           | Friedrichshafen - Rottenburg | 3-1 | 24-26, 25-17, 25-17, 25-20        |
| 23-11           | Bühl - Herrsching            | 3-2 | 20-25, 25-22, 21-25, 25-21, 16-14 |

| Nona giornata |                              |     |                                   |
|               |                              |     |                                   |
| 30-11         | Lüneburg - Giesen            | 3-1 | 25-22, 20-25, 29-27, 25-20        |
| 05-12         | Dürener - Eltmann            | 3-1 | 20-25, 25-20, 25-18, 25-18        |
| 30-11         | Charlottenburg - Bühl        | 3-0 | 25-18, 27-25, 25-21               |
| 30-11         | Herrsching - Friedrichshafen | 3-2 | 18-25, 25-23, 22-25, 25-16, 15-8  |
| 30-11         | Rottenburg - Rüsselsheim     | 3-2 | 25-21, 17-25, 15-25, 25-23, 15-12 |
| 01-12         | Unterhaching - Netzhoppers   | 3-0 | 25-16, 25-17, 25-22               |

| Decima giornata |                                  |     |                                   |
|                 |                                  |     |                                   |
| 14-12           | Lüneburg - Eltmann               | 3-2 | 25-20, 21-25, 22-25, 25-20, 15-7  |
| 14-12           | Giesen - Unterhaching            | 1-3 | 22-25, 19-25, 26-24, 22-25        |
| 14-12           | Netzhoppers - Rottenburg         | 2-3 | 23-25, 25-22, 23-25, 26-24, 11-15 |
| 15-12           | Rüsselsheim - Herrsching         | 3-1 | 25-19, 22-25, 25-23, 25-18        |
| 14-12           | Friedrichshafen - Charlottenburg | 2-3 | 25-22, 23-25, 27-29, 25-20, 16-18 |
| 14-12           | Bühl - Dürener                   | 3-2 | 25-17, 25-23, 18-25, 17-25, 15-9  |

| Undicesima giornata |                              |     |                                   |
|                     |                              |     |                                   |
| 21-12               | Eltmann - Bühl               | 3-0 | 25-22, 25-22, 25-21               |
| 21-12               | Dürener - Friedrichshafen    | 3-0 | 25-20, 25-12, 25-22               |
| 22-12               | Charlottenburg - Rüsselsheim | 3-2 | 27-25, 20-25, 25-20, 21-25, 15-8  |
| 21-12               | Herrsching - Netzhoppers     | 3-2 | 24-26, 33-35, 25-22, 25-22, 15-11 |
| 22-12               | Rottenburg - Giesen          | 3-1 | 23-25, 25-22, 25-19, 25-23        |
| 21-12               | Unterhaching - Lüneburg      | 3-1 | 25-21, 24-26, 50-48, 25-22        |

| Dodicesima giornata |                              |     |                                   |
|                     |                              |     |                                   |
| 15-01               | Bühl - Lüneburg              | 1-3 | 15-25, 30-32, 25-17, 20-25        |
| 16-01               | Herrsching - Giesen          | 0-3 | 20-25, 21-25, 22-25               |
| 16-01               | Charlottenburg - Netzhoppers | 3-2 | 19-25, 26-28, 25-20, 25-15, 15-8  |
| 15-01               | Dürener - Rüsselsheim        | 3-2 | 23-25, 20-25, 36-34, 25-21, 15-13 |
| 22-01               | Eltmann - Friedrichshafen    | 3-2 | 16-25, 25-19, 21-25, 25-23, 15-11 |
| 15-01               | Rottenburg - Unterhaching    | 1-3 | 20-25, 25-20, 21-25, 25-27        |

| Tredicesima giornata |                           |     |                            |
|                      |                           |     |                            |
| 19-01                | Rüsselsheim - Eltmann     | 3-0 | 25-18, 25-21, 25-23        |
| 18-01                | Netzhoppers - Dürener     | 3-1 | 29-27, 25-22, 22-25, 25-23 |
| 19-01                | Giesen - Charlottenburg   | 0-3 | 16-25, 23-25, 16-25        |
| 20-01                | Unterhaching - Herrsching | 3-1 | 25-18, 21-25, 25-22, 25-23 |
| 18-01                | Lüneburg - Rottenburg     | 3-1 | 25-17, 22-25, 25-19, 25-23 |
| 18-01                | Friedrichshafen - Bühl    | 3-0 | 25-14, 25-21, 25-23        |

| Quattordicesima giornata |                               |     |                                   |
|                          |                               |     |                                   |
| 25-01                    | Friedrichshafen - Lüneburg    | 3-1 | 25-16, 23-25, 25-17, 25-18        |
| 25-01                    | Dürener - Giesen              | 3-1 | 23-25, 26-24, 25-22, 25-18        |
| 01-03                    | Eltmann - Netzhoppers         | 3-2 | 32-30, 18-25, 22-25, 25-22, 15-12 |
| 25-01                    | Bühl - Rüsselsheim            | 1-3 | 23-25, 19-25, 25-13, 19-25        |
| 25-01                    | Herrsching - Rottenburg       | 3-1 | 25-17, 25-21, 24-26, 25-20        |
| 23-01                    | Charlottenburg - Unterhaching | 3-1 | 25-15, 21-25, 25-21, 25-20        |

| Quindicesima giornata |                               |     |                            |
|                       |                               |     |                            |
| 26-02                 | Giesen - Eltmann              | 3-0 | 25-22, 25-20, 25-19        |
| 02-02                 | Unterhaching - Dürener        | 3-0 | 25-19, 25-22, 25-18        |
| 01-02                 | Rottenburg - Charlottenburg   | 0-3 | 17-25, 22-25, 22-25        |
| 01-02                 | Lüneburg - Herrsching         | 0-3 | 19-25, 23-25, 22-25        |
| 01-02                 | Rüsselsheim - Friedrichshafen | 3-1 | 25-19, 25-18, 17-25, 25-16 |
| 01-02                 | Netzhoppers - Bühl            | 3-1 | 25-20, 25-23, 20-25, 25-23 |

| Sedicesima giornata |                               |     |                                   |
|                     |                               |     |                                   |
| 05-02               | Rüsselsheim - Lüneburg        | 3-0 | 25-21, 25-15, 25-17               |
| 05-02               | Bühl - Giesen                 | 3-1 | 18-25, 25-23, 28-26, 25-22        |
| 05-02               | Friedrichshafen - Netzhoppers | 1-3 | 16-25, 19-25, 25-18, 23-25        |
| 05-02               | Charlottenburg - Herrsching   | 3-0 | 25-20, 25-15, 25-23               |
| 12-02               | Dürener - Rottenburg          | 2-3 | 25-18, 25-20, 14-25, 23-25, 13-15 |
| 05-02               | Eltmann - Unterhaching        | 1-3 | 19-25, 23-25, 25-23, 19-25        |

| Diciassettesima giornata |                           |     |                            |
|                          |                           |     |                            |
| 09-02                    | Rottenburg - Eltmann      | 3-1 | 25-15, 24-26, 25-20, 26-24 |
| 08-02                    | Herrsching - Dürener      | 3-1 | 25-22, 24-26, 25-21, 25-21 |
| 08-02                    | Lüneburg - Charlottenburg | 0-3 | 17-25, 20-25, 16-25        |
| 08-02                    | Netzhoppers - Rüsselsheim | 0-3 | 18-25, 18-25, 23-25        |
| 09-02                    | Giesen - Friedrichshafen  | 1-3 | 25-19, 20-25, 22-25, 22-25 |
| 09-02                    | Unterhaching - Bühl       | 3-0 | 25-21, 25-21, 25-16        |

| Diciottesima giornata |                                |     |                                  |
|                       |                                |     |                                  |
| 22-02                 | Netzhoppers - Lüneburg         | 3-1 | 25-18, 16-25, 25-19, 25-21       |
| 22-02                 | Rüsselsheim - Giesen           | 3-1 | 25-18, 21-25, 25-19, 25-16       |
| 25-02                 | Dürener - Charlottenburg       | 2-3 | 25-21, 26-28, 30-32, 25-20, 8-15 |
| 22-02                 | Eltmann - Herrsching           | 1-3 | 21-25, 18-25, 25-21, 20-25       |
| 22-02                 | Bühl - Rottenburg              | 3-0 | 25-22, 25-21, 25-15              |
| 22-02                 | Friedrichshafen - Unterhaching | 3-1 | 25-18, 25-16, 23-25, 25-23       |

| Diciannovesima giornata |                              |     |                            |
|                         |                              |     |                            |
| 30-10                   | Charlottenburg - Eltmann     | 3-0 | 25-23, 25-18, 25-19        |
| 29-02                   | Lüneburg - Dürener           | 0-3 | 15-25, 19-25, 17-25        |
| 19-02                   | Giesen - Netzhoppers         | 3-1 | 25-16, 13-25, 25-20, 25-21 |
| 29-02                   | Unterhaching - Rüsselsheim   | 1-3 | 25-20, 20-25, 21-25, 22-25 |
| 29-02                   | Rottenburg - Friedrichshafen | 1-3 | 22-25, 20-25, 25-21, 21-25 |
| 29-02                   | Herrsching - Bühl            | 3-0 | 25-13, 25-20, 25-21        |

| Ventesima giornata |                              |     |                                  |
|                    |                              |     |                                  |
| 08-03              | Giesen - Lüneburg            | 3-0 | 25-16, 25-21, 28-26              |
| 08-03              | Eltmann - Dürener            | 0-3 | 16-25, 21-25, 21-25              |
| 07-03              | Bühl - Charlottenburg        | 1-3 | 22-25, 19-25, 25-18, 24-26       |
| 07-03              | Friedrichshafen - Herrsching | 3-0 | 25-21, 25-22, 25-14              |
| 08-03              | Rüsselsheim - Rottenburg     | 3-1 | 25-22, 25-19, 21-25, 25-15       |
| 08-03              | Netzhoppers - Unterhaching   | 3-2 | 25-23, 25-13, 17-25, 23-25, 15-8 |

| Ventunesima giornata |                                  |     |                     |
|                      |                                  |     |                     |
| -                    | Eltmann - Lüneburg               | -   | annullata           |
| 12-03                | Unterhaching - Giesen            | 3-0 | 25-22, 25-15, 25-20 |
| -                    | Rottenburg - Netzhoppers         | -   | annullata           |
| -                    | Herrsching - Rüsselsheim         | -   | annullata           |
| -                    | Charlottenburg - Friedrichshafen | -   | annullata           |
| 11-03                | Dürener - Bühl                   | 3-0 | 25-21, 25-12, 25-22 |

| Ventiduesima giornata |                              |   |           |
|                       |                              |   |           |
| -                     | Bühl - Eltmann               | - | annullata |
| -                     | Friedrichshafen - Dürener    | - | annullata |
| -                     | Rüsselsheim - Charlottenburg | - | annullata |
| -                     | Netzhoppers - Herrsching     | - | annullata |
| -                     | Giesen - Rottenburg          | - | annullata |
| -                     | Lüneburg - Unterhaching      | - | annullata |

#### Classifica
| Pos. | Squadra         | Pt | G  | V  | P  | SV | SP | Ratio | PF    | PS    | Ratio |
| ---- | --------------- | -- | -- | -- | -- | -- | -- | ----- | ----- | ----- | ----- |
| 1.   | Charlottenburg  | 55 | 20 | 20 | 0  | 60 | 13 | 4,615 | 1 745 | 1 479 | 1,180 |
| 2.   | Rüsselsheim     | 44 | 20 | 14 | 6  | 51 | 29 | 1,759 | 1 871 | 1 714 | 1,092 |
| 3.   | Friedrichshafen | 44 | 20 | 14 | 6  | 50 | 29 | 1,724 | 1 831 | 1 703 | 1,075 |
| 4.   | Unterhaching    | 42 | 21 | 13 | 8  | 51 | 33 | 1,545 | 1 940 | 1 848 | 1,050 |
| 5.   | Herrsching      | 33 | 20 | 11 | 9  | 41 | 38 | 1,079 | 1 748 | 1 733 | 1,009 |
| 6.   | Dürener         | 32 | 21 | 10 | 11 | 39 | 39 | 1,000 | 1 767 | 1 744 | 1,013 |
| 7.   | Netzhoppers     | 26 | 20 | 8  | 12 | 37 | 46 | 0,804 | 1 783 | 1 877 | 0,950 |
| 8.   | Lüneburg        | 24 | 20 | 9  | 11 | 32 | 43 | 0,744 | 1 679 | 1 745 | 0,962 |
| 9.   | Rottenburg      | 20 | 20 | 7  | 13 | 32 | 47 | 0,681 | 1 700 | 1 799 | 0,945 |
| 10.  | Giesen          | 20 | 21 | 6  | 15 | 30 | 48 | 0,625 | 1 716 | 1 789 | 0,959 |
| 11.  | Bühl            | 15 | 21 | 6  | 15 | 26 | 53 | 0,491 | 1 703 | 1 853 | 0,919 |
| 12.  | Eltmann         | 11 | 20 | 4  | 16 | 21 | 52 | 0,404 | 1 537 | 1 736 | 0,885 |

## Verdetti
| Squadra         | Qualificazione           |
| --------------- | ------------------------ |
| Charlottenburg  | Champions League 2020-21 |
| Friedrichshafen | Champions League 2020-21 |
| Giesen          | Challenge Cup 2020-21    |

## Statistiche
| Rendimento individuale | Rendimento individuale | Rendimento individuale | Rendimento individuale |
| Pos.                   | Nome                   | Punti                  | Squadra                |
| ---------------------- | ---------------------- | ---------------------- | ---------------------- |
| 1                      | Casey Schouten         | 393                    | Netzhoppers            |
| 2                      | Jalen Penrose          | 371                    | Herrsching             |
| 3                      | Milija Mrdak           | 366                    | Rüsselsheim            |
| 4                      | Paulo da Silva         | 361                    | Unterhaching           |
| 5                      | Dirk Westphal          | 336                    | Netzhoppers            |
| 6                      | Nikola Gjorgjev        | 300                    | Friedrichshafen        |
| 7                      | Tim Grozer             | 295                    | Rottenburg             |
| 8                      | Irfan Hamzagić         | 285                    | Eltmann                |
| 9                      | Anton Qafarena         | 274                    | Bühl                   |
| 10                     | Sebastián Gevert       | 258                    | Dürener                |

| Attacchi vincenti | Attacchi vincenti | Attacchi vincenti | Attacchi vincenti |
| Pos.              | Nome              | Punti             | Squadra           |
| ----------------- | ----------------- | ----------------- | ----------------- |
| 1                 | Casey Schouten    | 334               | Netzhoppers       |
| 2                 | Milija Mrdak      | 324               | Rüsselsheim       |
| 3                 | Paulo da Silva    | 319               | Unterhaching      |
| 4                 | Dirk Westphal     | 306               | Netzhoppers       |
| 5                 | Jalen Penrose     | 301               | Herrsching        |
| 6                 | Nikola Gjorgjev   | 258               | Friedrichshafen   |
| 7                 | Irfan Hamzagić    | 255               | Eltmann           |
| 8                 | Tim Grozer        | 238               | Rottenburg        |
| 9                 | Anton Qafarena    | 237               | Bühl              |
| 10                | Michael Wexter    | 212               | Giesen            |

| Muri vincenti | Muri vincenti          | Muri vincenti | Muri vincenti  |
| Pos.          | Nome                   | Punti         | Squadra        |
| ------------- | ---------------------- | ------------- | -------------- |
| 1             | Magloire Mayaula Nzeza | 51            | Giesen         |
| 2             | Đorđe Ilić             | 50            | Herrsching     |
| 3             | Tobias Krick           | 48            | Rüsselsheim    |
| 4             | Anton Brehme           | 45            | Lüneburg       |
| 4             | Tim Broshog            | 45            | Dürener        |
| 6             | Jean-Philippe Sol      | 42            | Rüsselsheim    |
| 6             | Luuc Van der Ent       | 42            | Eltmann        |
| 8             | Sébastian Roatta       | 39            | Bühl           |
| 9             | Nicolas Le Goff        | 36            | Charlottenburg |
| 10            | Uchenna Ofoha          | 35            | Netzhoppers    |

| Battute vincenti | Battute vincenti  | Battute vincenti | Battute vincenti |
| Pos.             | Nome              | Punti            | Squadra          |
| ---------------- | ----------------- | ---------------- | ---------------- |
| 1                | Jalen Penrose     | 51               | Herrsching       |
| 2                | Johannes Tille    | 47               | Herrsching       |
| 3                | Viktor Lindberg   | 37               | Lüneburg         |
| 4                | Tim Grozer        | 36               | Rottenburg       |
| 5                | Casey Schouten    | 33               | Netzhoppers      |
| 6                | Sebastián Gevert  | 29               | Dürener          |
| 7                | Luke Herr         | 25               | Netzhoppers      |
| 8                | Sergej Grankin    | 23               | Charlottenburg   |
| 8                | Masahiro Yanagida | 23               | Rüsselsheim      |
| 8                | Lukas Demar       | 23               | Bühl             |